# لیاناگاماکاندا
لیاناگاماکاندا (به لاتین: Liyanagamakanda) یک منطقهٔ مسکونی در سری‌لانکا است که در استان جنوبی (سری‌لانکا) واقع شده‌است.